# Pour être libre
Pour les articles homonymes, voir Pour être libre (homonymie).
Pour être libre est une série télévisée française en 40 épisodes de 26 minutes, créée par Jean-François Porry et Ariane Carletti, et diffusée du 1er septembre 1997 au 24 octobre 1997 sur TF1.

## Synopsis

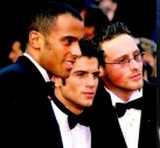
Adel Kachermi, Filip Nikolic et Frank Delay.

Le titre de la série est celui d'une des chansons des 2Be3 : Pour être libre.
Cette sitcom retrace les débuts des 2Be3, mais de manière plus romancée et fictive. Les trois membres du groupe jouent ici leur propre rôle : Adel, Frank et Filip. Ils sont les membres du célèbre boys band 2Be3, souhaitant atteindre la gloire, ils se débattent avec leur petits tracas quotidiens et la concurrence d'un groupe de filles, Sissi, Sabine, Sevy et Laura pour se démarquer dans ce monde difficile, entre leur vie amoureuse, le sport, la musique et la danse dans une banlieue parisienne.

## Distribution
- Filip Nikolic : Filip
- Adel Kachermi : Adel
- Frank Delay : Frank

et
- Thierry Liagre : Monsieur Laplace
- Glyslein Lefever : Laura
- Sabine Petit : Sabine
- Sevy Villette : Sevy
- Carole Dechantre : Laurence
- Cissy Duc : Cissy
- Julia Latorre : Julia
- Barbara Lardoyet : Aurélie
- Philippe Tarride : Bernard
- Béatrice Rosenblatt : Karine
- Bruno Flender : Bruno
- Jean-Philippe Azéma
- Agathe Kimelman : Vanessa
- Doriane Poinot : Magalie
- Vanessa Kula : Cathy
- Pierre Charras
- Jean-Michel Dagory : Dédé
- Cédric De Luca : Gabriel
- Jean-François Kopf
- Rudi Rosenberg : Adrien
- Marie-Hélène Viau : Macha
- Vanessa Wagner : Éva
- Catherine Alcover : Madame Ariane
- Jacky : Jacky (lui-même)
- July Messéan : Élodie
- Pierre-Benoît Papa
- Nathalie Raphaël
- Diane Stolojan
- Carol Styczen
- Massimiliano Verardi
- Philippe Cheytion
- Lorànt Deutsch
- Gilles Dumesnil
- Anthony Dupray : Anthony Dupray (lui-même)
- Bernard Fructus
- Dorine Hollier
- Laurent Jumeaucourt
- Elsa Kikoïne : Marie-Laure
- Paul-Régis Label
- Magalie Madison : Magalie Madison (elle-même)
- Catherine Morin : Stéphanie
- Matthieu Mottet
- Olivier Peissel
- Camille Raymond : Camille Raymond (elle-même)
- Élisabeth Touboul
- Frédéric Witta
- Macha Béranger

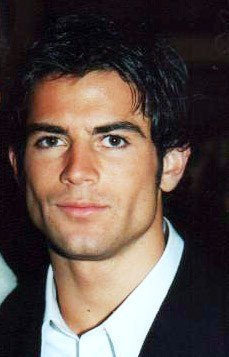
Filip Nikolic
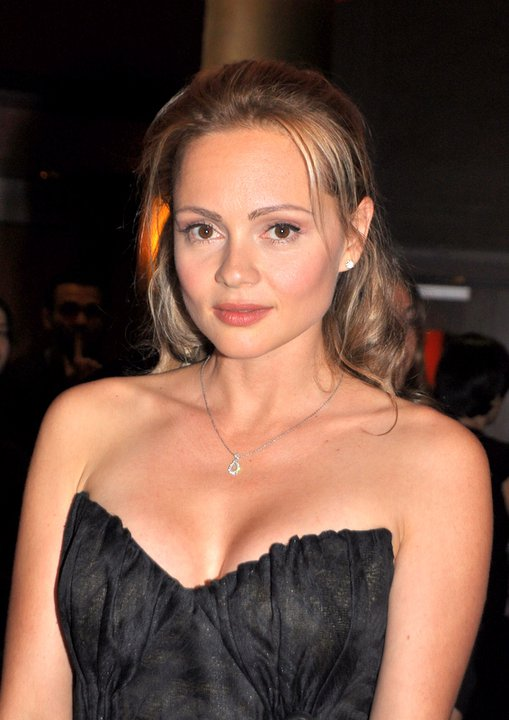
Béatrice Rosen
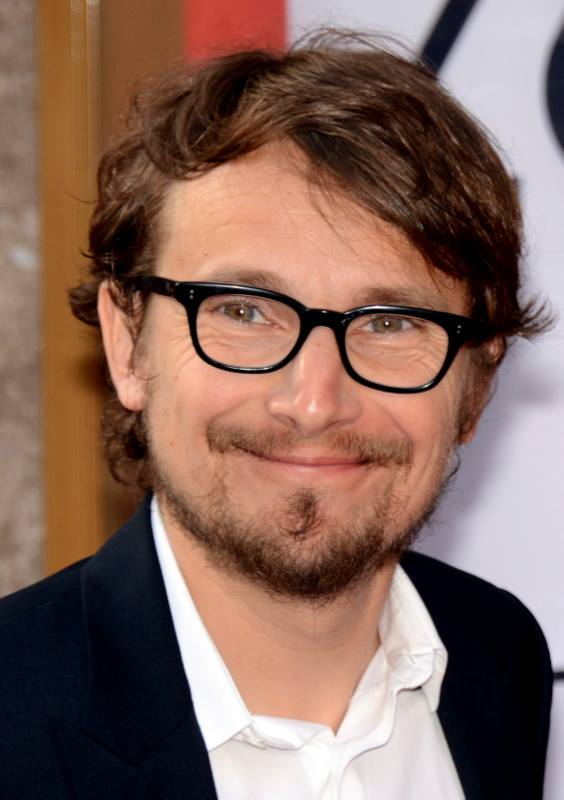
Lorànt Deutsch
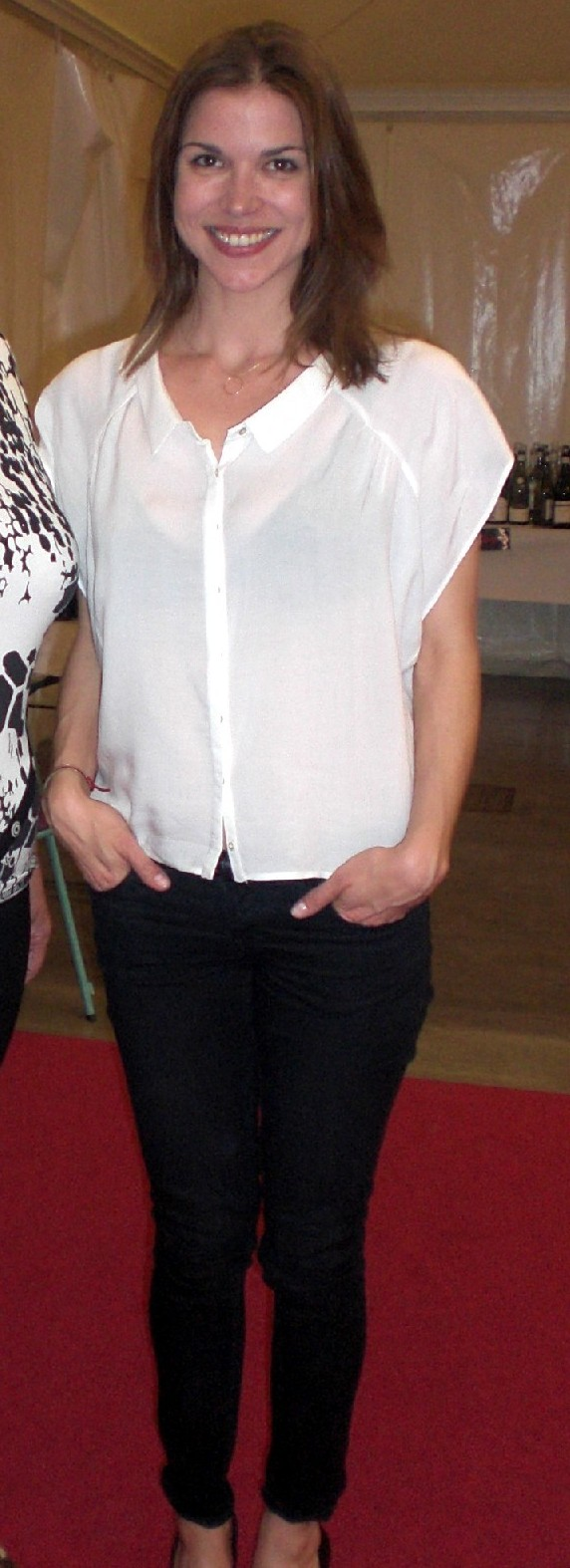
Elsa Kikoïne
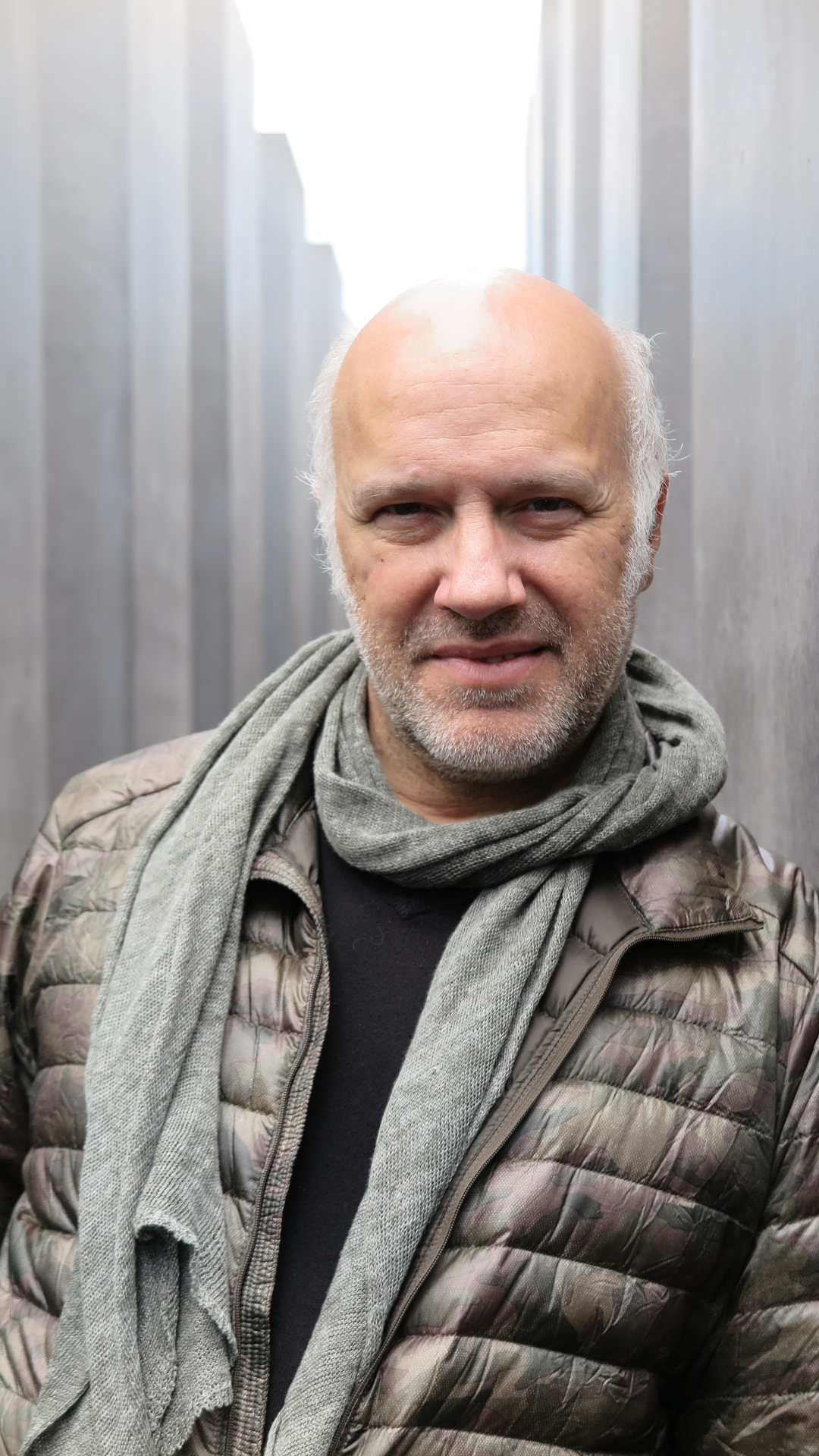
Olivier Peissel

## Épisodes
1. Vive les vacances
2. Libres
3. Rivalité
4. Complots
5. Privés de filles
6. Le concours
7. Le premier article
8. Les bons copains
9. Petite sœur
10. Vol à la MJC
11. Un accident
12. Une belle journée
13. Entre artistes
14. Tenue de scène
15. Un job
16. Jalousie
17. Sacha
18. Qualification
19. La conscience tranquille
20. Si on chantait
21. Un coup dans l'eau
22. Pas de porte
23. Prise de vue
24. Rupture
25. Rebondissement
26. Choix
27. Rencontre
28. Un lendemain qui chante
29. Le paquet
30. La finale
31. Déception
32. Malentendu
33. Élodie
34. Au frais
35. Casting
36. Avant la pub
37. Jamais deux sans trois
38. Fille au pair
39. Une proposition d'avenir
40. Joie totale